# Königreich Großbritannien
Das Königreich Großbritannien entstand am 1. Mai 1707 durch den Zusammenschluss der Königreiche England und Schottland (siehe Act of Union 1707). Ein gemeinsames Parlament und eine gemeinsame Regierung in der City of Westminster verwalteten das Land. Schottland und England waren bereits seit 1603 in Personalunion verbunden. Zuvor war schon Wales ein Bestandteil Englands geworden (siehe Gesetze zur Eingliederung von Wales 1535–1542).
1707 ersetzte eine britische Monarchie die englischen und schottischen Monarchien, die durch die Personalunion früher schon von derselben Person regiert worden waren.
Der Status der Verbindung beider Staaten ist umstritten. Laut dem Historiker Günter Barudio stellte der Act of Union eine Realunion dar, in der die beiden Partner ein gemeinsames Staatsoberhaupt und gemeinsame Institutionen haben, aber nicht in einem beiden übergeordneten Rechtssubjekt aufgehen. Rechtswissenschaftler Georg Jellinek und Oliver Dörr bezeichnen die Vereinigung als einen der ersten Fälle einer Inkorporation: Im Act of Union zeige sich ein so deutliches Übergewicht der englischen Rechts- und Verfassungsordnung, dass man von einem Fortbestand des englischen Staates ausgehen müsse, der lediglich um die schottischen Territorien erweitert wurde. In der britischen Rechtsprechung, prominent in MacCormick v. Lord Advocate wird jedoch der Fall als eine Gründung eines neuen Staates beschrieben, da beide vorherigen Staaten aufhörten zu existieren. Ebenso als Staatsgründung sieht es ein Forschungsbericht des Scottish Parliamentary Corporate Body, ein Organ des schottischen Parlamentes. Diese Ansicht legten auch Rechtswissenschaftler wie David Walker ihren Ausführungen zum Act of Union zugrunde.
Das Parlament von Schottland und das Parlament von England wurden aufgelöst. An ihrer Stelle entstand das neue Parlament von Großbritannien. Beide Länder erhielten Sitze im House of Commons und im House of Lords. Schottland hatte nur etwa 4000 Wähler und war damit nahezu auf den Rang eines großen pocket borough zurückgestuft: Es entsandte 45 Abgeordneten ins House of Commons und 16 Representative Peers ins House of Lords. Die schottischen Abgeordneten unterstanden weitgehend dem Einfluss der Krone, sodass die Königin Anne und ihre Nachfolger jeden unliebsamen Gesetzentwurf im House of Commons mithilfe des House of Lords zu Fall bringen konnten. Das Vetorecht der Krone wurde seit 1707 nicht mehr angewandt. Da der Act of Union die presbyterianische Kirche anerkannte, galt die anglikanische Kirche in Schottland als nonkonformistisch. Großbritannien hatte somit zwei Staatskirchen.
Ab 1714 bestand eine Personalunion mit Kurhannover, auch Großbritannien–Hannover genannt.
Zum Königreich Großbritannien gehörten bereits 1707 zahlreiche Kolonien in Nordamerika (die Dreizehn Kolonien, aus denen die Vereinigten Staaten von Amerika hervorgingen) und der Karibik (Barbados, Jamaika). Es bestanden zahlreiche Handelskompanien zum Zweck der Besiedlung und wirtschaftlichen Entwicklung beanspruchter Gebiete. Das Königreich erweiterte seinen kolonialen Raum und Einflussbereich um Gebiete in Nordamerika (Kanada), Australien, West-Afrika sowie auf dem indischen Subkontinent (Kalkutta, Ceylon), und überführte so das Britische Weltreich, das im 19. Jahrhundert seinen Hochpunkt erreichen sollte, in seine zweite Phase. Es musste dabei die Loslösung der USA durch den verlorenen Amerikanischen Unabhängigkeitskrieg verkraften, konnte aber den Grundstein legen, das Spanische Kolonialreich als erste Weltmacht der Neuzeit abzulösen und sich gegen andere aufstrebende Seemächte Europas wie das Königreich Frankreich oder die Niederlande durchsetzen.
Über die offizielle Bezeichnung des Staates bestand auf gesetzgeberischer Ebene keine Einigkeit. Im Act of Union 1707 wird an einigen Stellen ein United Kingdom of Great Britain („Vereinigtes Königreich Großbritannien“) genannt. Hingegen ist im Union with Scotland (Amendment) Act 1707 (der die Formalitäten des Zusammenschlusses regelt) und im Protestant Religion and Presbyterian Church Act 1707 (der den unveränderten Status der Church of Scotland festschreibt) durchgehend vom Kingdom of Great Britain („Königreich Großbritannien“) die Rede.
Das Königreich Großbritannien wurde am 1. Januar 1801 in Folge des Act of Union 1800 mit dem Königreich Irland zum neuen Staat Vereinigtes Königreich Großbritannien und Irland vereinigt.